# Sultan bin Abdul-Aziz Al Saud
Sultan bin Abdul Aziz Al Saud (în arabă صاحب السمو الملكي الأمير سلطان بن عبدالعزيز آل سعود; n. 30 decembrie 1930 — d. 21 octombrie 2011) a fost prințul moștenitor al Arabiei Saudite. El a îndeplinit funcțiile de viceprim-ministru și Ministru al Apărării și Aviației. Pentru Arabia Saudită, el a supravegheat miliarde de dolari din contracte de apărare cu firmele de apărare. În anii precedenți, a fost acuzat de corupție și poreclit de către criticii săi „Sultanul hoților”.

## Viața personală
Prințul Sultan s-a născut oficial în 30 decembrie 1930 în Riyadh. Data nașterii sale a fost contestată de sursele din vest, care afirmau că s-a născut în 1924. El a fost al cincisprezecelea fiu al Regelui Abdul Aziz și a Prințesei Hassa bint Ahmed bin Mohammed Al-Sudairy. 
El a primit o educație aleasă în religie, cultură modernă și diplomație alături de frații săi la curtea regală. Prințul Sultan a fost numit guvernator al orașului Riyadh în 1947, după care a devenit ministrul agriculturii în 1953 și apoi ministrul Comunicațiilor în 1955. În această perioadă, el a supravegheat construcția legăturilor feroviare ale Regatului dintre orașele Dammam și Riyadh, care a început în 1947.